# Maurice Nicloux
Pour les articles homonymes, voir Nicloux.
Maurice Nicloux , né le 19 septembre 1873 à Paris et mort à 5 janvier 1945 à Annecy, est un ingénieur, médecin et biochimiste français.

## Biographie
Bachelier ès sciences, il est préparateur attaché au Laboratoire de physiologie général au Muséum national d'histoire naturelle dès 1893. 
Élève et licencié ès sciences physiques de l'École supérieure de physique et de chimie industrielles de la ville de Paris en 1894, il est chef de laboratoire de l'hôpital Tarnier, reçu docteur en médecine en 1900 et docteur ès sciences en 1907. La même année, il est nommé agrégé de chimie biologique à la Faculté de médecine de Paris.
En 1914, il est l'un des fondateurs et le premier président de la Société de chimie biologique. Appelé par Georges Weiss à Strasbourg, il est le successeur de prestigieux prédécesseurs du temps de l'Annexion : Felix Hoppe-Seyler et Franz Hofmeister. Grâce aux dons de la Fondation Rockefeller, il crée un grand laboratoire de microanalyses.
Pendant la Seconde Guerre mondiale, il est nommé directeur du laboratoire de chimie biologique de la Faculté de médecine de Marseille, après un passage à la Station de biologie marine de Concarneaux.
Il développe des méthodes de dosage des gaz dans les liquides biologiques : il s'intéresse à la formation de carboxyhémoglobine dans le sang et à l'intoxication au monoxyde de carbone. Il met au point une méthode chimique extrêmement précise pour le dosage de l'alcoolémie, longtemps méthode de référence. Il étudie l'effet des anesthésiques (chloroforme, éther, chlorure d'éthyle, protoxyde d'azote) et la lipolyse.
Il est élu membre correspondant de l'Académie des sciences le 16 mars 1936 (section de chimie), correspondant non-résidant de l'Académie nationale de médecine du 26 juillet 1921 au 2 février 1932, puis membre titulaire à partir de cette dernière date ; il est Officier de la Légion d'honneur (1er juillet 1933). Il est également membre de nombreuses sociétés savantes françaises et étrangères, lauréat de l'Institut, de l'Académie de médecine et de la Société de biologie.

## Éponymie
- Réaction de Nicloux
- Méthode de Nicloux
- Appareil de Nicloux

Le prix Maurice Nicloux est attribué chaque année à un chercheur pour ses travaux scientifiques de haut niveau, par la Société française de biochimie et de biologie moléculaire.

## Œuvres et publications
- Notice sur les titres et travaux scientifiques, Paris, Masson et Cie, 1910, Texte intégral.
- « L'intoxication oxycarbonique dans les grandes villes. Dosage de l'oxyde de carbone », Revue de Physique et de Chimie, no 6, p. 209-220, Texte intégral.
- Les anesthésiques généraux au point de vue chimico-physique, Paris, O. Doin, 1908, 213 p.